# Alexandra Roach
Alexandra Elizabeth Roach (Ammanford, Carmarthenshire, Gales, 20 de agosto de 1987) es una actriz galesa de cine y televisión. Es conocida por interpretar a Becky en la serie británica Utopia (2013) y a la joven Margaret Thatcher en la película La dama de hierro de 2011.

## Vida personal
Roach nació en Ammanford, Carmarthenshire, Gales. Varios de sus familiares, incluido su padre Jeff, su hermano y su hermana, han formado parte de la fuerza policial en algún momento. Hablando idioma galés con fluidez, Roach apareció en la telenovela Pobol Y Cwm en su adolescencia y ganó el premio al Mejor Actor Juvenil en una Telenovela en los premios Children in Entertainment. Después de dejar la serie en 2005, pasó un tiempo en el National Youth Theatre of Wales antes de ingresar a la Royal Academy of Dramatic Art (RADA) de Londres, donde se graduó con una licenciatura en actuación en 2010.
En 2016 se comprometió con Jack Scales, a quien conoció a través de Facebook, con quien más tarde se casó.
Roach fue presentadora en la ceremonia de los premios BAFTA Cymru de 2017.

## Carrera
Ella ha descrito cómo su acento galés le ha jugado en contra en una audición para un papel televisivo. «Este hombre era el director y hablaba muy bien y me preguntó de dónde era y le dije que de Gales, Swansea, y él simplemente me dejó en blanco y dijo "ella no está bien". Entonces dije "No lo voy a hacer con esta voz, lo voy a hacer con acento inglés", y él me dijo "no, no tiene ningún sentido". Simplemente no me miraba, no me escuchaba».
En mayo de 2010, Roach apareció en The Door Never Closes de Rex Obano en el The Almeida Theatre. Le siguieron varios papeles importantes en televisión, incluyendo el rol de Sasha en la serie Being Human, fue Beth Partridge en Candy Cabs e interpretó a la asesina serial infantil Constance Kent en la serie The Suspicions of Mr Whicher.
Roach interpretó a una joven Margaret Thatcher en la película La dama de hierro de Phyllida Lloyd; apareció como Helene en Hunderby de Sky Comedy en otoño de 2012, y fue elegida como Molly en la adaptación cinematográfica de la novela Private Peaceful de Michael Morpurgo de 2003. Fue incluida en la lista "Stars of Tomorrow" de Screen International en 2011. En 2013, protagonizó la serie de televisión británica Utopia.
El 3 de junio de 2013, Roach apareció en el quinto episodio de la comedia de ITVVicious , como la novia vegana de Ash (Iwan Rheon), Chloe. Volvió al papel para un episodio en junio de 2015. El 8 de agosto de 2014, apareció en el episodio inaugural de la comedia de la BBC Walter, en la que interpretó a una detective de habla galesa. En 2015 protagonizó la serie de televisión No Offense.

## Filmografía

### Cine
| Año  | Título                          | Rol                       | Director(a)           |
| ---- | ------------------------------- | ------------------------- | --------------------- |
| 2011 | La dama de hierro               | Margaret Thatcher (joven) | Phyllida Lloyd        |
| 2012 | Anna Karenina                   | Condesa Nordston          | Joe Wright            |
| 2012 | Private Preaceful               | Molly Monks               | Pat O'Connor          |
| 2013 | Trap for Cinderella             | Do                        | Iain Softley          |
| 2013 | Un talento increíble            | Julz                      | David Frankel         |
| 2014 | Cuban Fury                      | Helen                     | James Griffiths       |
| 2014 | Testament of Youth              | Winifred Holtby           | James Kent            |
| 2016 | El cazador y la reina del hielo | Doreena                   | Cedric Nicolas-Troyan |
| 2019 | The Kid Who Would Be King       | Miss Foster               | Joe Cornish           |
| 2019 | A Guide to Second Date Sex      | Laura                     | Rachel Hirons         |
| 2022 | This Is Christmas               | Amanda                    | Chris Foggin          |

### Televisión
| Año       | Título                       | Rol              | Notas        |
| --------- | ---------------------------- | ---------------- | ------------ |
| 2010      | The IT Crowd                 | Taquígrafa       | 1 episodio   |
| 2011      | Being Human                  | Sasha            | 1 episodio   |
| 2011      | Candy Cabs                   | Beth Partridge   | 3 episodios  |
| 2011      | The Suspicions of Mr Whicher | Constance Kent   | 1 episodio   |
| 2011      | New Tricks                   | Nina Ward        | 1 episodio   |
| 2012      | Loserville                   | Kathryn          | Telefilme    |
| 2012-2015 | Hunderby                     | Helene           | 10 episodios |
| 2013      | The Thirteenth Tale          | Hester Barrow    | Telefilme    |
| 2013-2014 | Utopia                       | Becky            | 11 episodios |
| 2013-2015 | Vicious                      | Chloe            | 2 episodios  |
| 2014      | Under Milk Wood              | Mae Rose Cottage | Telefilme    |
| 2014      | Walter                       | Anne Hopkins     | Telefilme    |
| 2014      | Crackanory                   | Montserrat Bligh | 1 episodio   |
| 2015-2018 | No Offence                   | Joy Freers       | 16 episodios |
| 2017      | Inside No. 9                 | Nina             | 1 episodio   |
| 2017      | Black Mirror                 | Carrie           | 1 episodio   |
| 2018      | That Girl                    | Becca            | Telefilme    |
| 2018      | On the Edge                  | Becca            | 1 episodio   |
| 2018-2019 | Hold the Sunset              | Felicity         | 2 episodios  |
| 2019      | Sanditon                     | Diana Parker     | 7 episodios  |
| 2019      | The Man                      | Jess             | 3 episodios  |
| 2020      | Crimen en el paraíso         | Bethan Miller    | 1 episodio   |
| 2020      | Killing Eve                  | Rhian            | 2 episodios  |
| 2021      | Viewpoint                    | Zoe Sterling     | 5 episodios  |
| 2024      | Bodies                       | Maggie           | Miniserie    |

### Cortometrajes
- (2012) Night of the Loving Dead
- (2012) Electric Cinema: How to Behave
- (2013) That Night
- (2016) Pregnant Pause
- (2017) Memento Mori
- (2018) The Orgy
- (2020) Zog and the Flying Doctors

### Videojuegos
- (2019) Dance of Death: Du Lac & Fey - Mary Kelly (voz)